# 곽성훈
곽성훈(郭成勳, 2006년 6월 18일 ~ )은 대한민국의 축구 선수로, 포지션은 센터백이다. 현재 K리그2 수원 삼성 블루윙즈 소속이다.